# Томский трамвай
То́мский трамва́й — трамвайная система в городе Томске. Перевозка пассажиров началась 1 мая 1949 года.
Протяжённость линий составляет 40,9 километра. Число постоянных маршрутов — 5. По состоянию на май 2007 года на улицы города ежедневно выходило работать более 30 вагонов трамвая.
Эксплуатирует трамвай Томское городское унитарное муниципальное предприятие «Трамвайно-троллейбусное управление». Все вагоны обслуживает одно депо.

## История
Впервые о возможности строительства трамвая в Томске заговорили в начале XX века. Более привычными для царской России были все-таки паровые трамваи — паровые линии работали в Москве и Санкт-Петербурге. Но власти Томска побоялись, что такой трамвай не сможет преодолевать крутые подъемы, и от подобной идеи отказались. К 1917 году выбор все-таки был сделан: электрическая тяга. Однако Революция и Гражданская война эти планы заморозили. В следующий раз к проблеме общественного транспорта в городе вернулись только в 20-30-е годы. Но воплотить план в жизнь опять не успели — началась Великая Отечественная война.
После войны в Томске все-таки начались работы по запуску электрического трамвая, который в первоначальном варианте должен был работать как грузо-пассажирская система. Первую линию трамвая, как и горжелдорветки, строили также из старогодних рельс. Укладывали линию вручную, по воспоминаниям ветеранов, из механизированных средств у строителей была только лебедка, и к ней — одна лошадь. Все работы велись наспех, да и средств после войны не было. Предприятия помогали, чем могли, но нового оборудования у них просто не было.
Запуск первого трамвая решили, как было принято в те времена, приурочить к празднику 7 ноября. И вот, в 1948 году городские власти заявили, что в этот день транспорт начнет свою работу. Но к нужной дате трамваи в город не пришли, был доставлен только один поезд, отработавший свой срок и уже списанный. Это был состав из моторного вагона модели «Х» и прицепного модели «М». Вагоны были изготовлены на заводе имени М. С. Кирова в Усть-Катаве (Челябинская область). Свой первый рейс томский трамвай совершил 7 ноября, причем предварительную обкатку линий не проводили. Написали в газетах, что трамвай запущен, отчитались в Москве, но на самом деле нового транспорта в городе не появилось.
В ходе первого рейса выявилась масса проблем: не было готово к началу работы линии оборудование тяговой подстанции, радиус разворотных колец на площади Батенькова и привокзальной площади был меньше допустимого, отчего поезд просто не смог зайти на кольцо и был вынужден двигаться задним ходом. На пересечении Советской и Нахановича состав остановился, и в нем погас свет… Это произошло из-за отсутствия шунтов (медной перемычки между рельсами), благодаря которым осуществляется токосъем. На второй день трамвай сделал несколько рейсов, но сломался, после чего был отбуксирован в депо при помощи мотовоза. У приемной комиссии было масса претензий и нареканий к линиям и депо. Томску дали полгода на исправление недостатков. Новый запуск трамвая назначили на 1 мая 1949 года. 25 апреля началась обкатка линий, официально перевозку пассажиров объявили с 1-го мая.

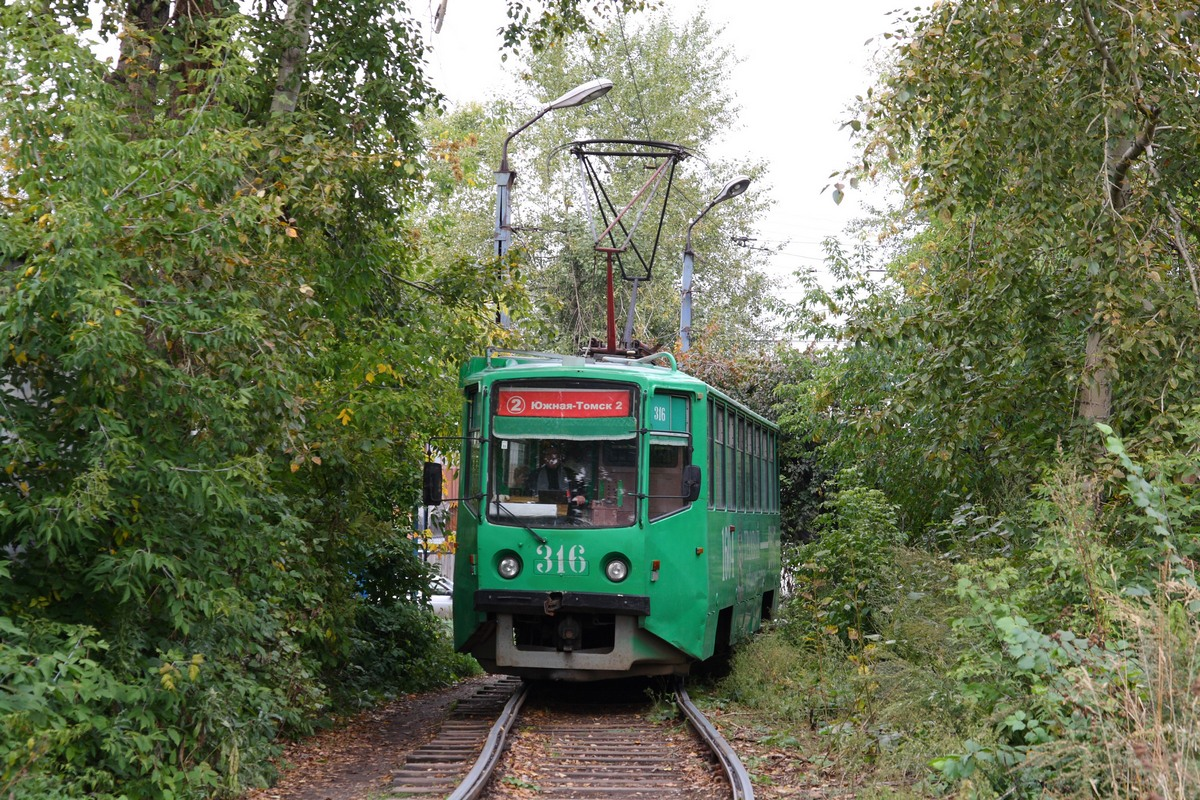
Трамвай на развороте закрытой в 2011 году линии к станции Томск-II

### Изменения
После открытия первой очереди трамваи ездили по маршруту от площади Батенькова до вокзала Томск I со следующими остановками: вокзал Томск I, площадь Кирова, Тверская улица, Красноармейская улица, Электроламповый завод, Типография, Горсад, переулок Плеханова, площадь Батенькова.
1 сентября 1951 года была сдан в эксплуатацию второй участок от пл. Батенькова до ул. Дальне-Ключевской протяженностью 2.45 км в одноколейном варианте с разъездами у пер. Кооперативного и Красного. Участок был создан на основе городской железнодорожной ветки, проложенной в годы Великой Отечественной войны. До лета 1953 года пути на улице Розы Люксембург эксплуатировались совместно трамваями и грузовыми поездами, доставлявшими уголь на ГРЭС-1. В 1953 году, после постройки вторых путей от пл. Батенькова до ул. Дальне-Ключевской движение железнодорожных составов на этом участке было прекращено.
В 1955 году были ликвидированы разъезды, и линия от вокзала Томск-1 до ул. Д. Ключевской стала двухпутной. В 1956 году построен участок: ул. Дальне-Ключевская — вокзал «Томск-II» длиной 3,25 км.
12 декабря 1958 года был введен в строй участок от ул. Дальне-Ключевской до Черемошников длиной 3,2 км.
В 1962-63 гг. проложена линия по пер. Плеханова, ул. Лебедева, Колхозной, Салтыкова-Щедрина, пер. Трамвайному и Фруктовому длиной 3.8 км и по пр. Комсомольскому от депо до ул. Лебедева длиной 1.2 км. Разворотное кольцо на конечной «Восточная» было построено в 1967 году.
Летом 1964 года продлена линия от вокзала «Томск-I» (разворотное кольцо было демонтировано) по ул. Нахимова до Лагерного сада. К осени 1966 года была закончена прокладка путей - от Лагерного сада по ул. Советской до пр. Кирова (до трамвая это была железнодорожная ветка от пл. Южной до электролампового завода) и по ул. Красноармейской от пл. Транспортной до разворотного кольца на пл. Южной.
С 1967 года новых трамвайных линий в Томске не строилось.
В 1973 году состоялся первый крупный демонтаж: линия от пл. Транспортной до Лагерного по ул. Нахимова и далее по ул. Советской от Лагерного до пр. Кирова была разобрана из-за строительства первого в городе капитального моста через Томь. Транспорт с моста был направлен на улицу Нахимова, по которой до этого кроме трамвая вообще не было большого движения.
Участок трамвайной сети от Томска II до кинотеатра «Родина/Киномакс», по которому проходил маршрут № 2, был закрыт с 25 мая 2011 года в связи со строительством двухуровневой развязки в районе бывшей 4-й поликлиники и необходимостью расширения улицы Пушкина, а трамвайная линия полностью демонтирована. Восстановление линии не было предусмотрено проектом строительства развязки. Начальник департамента дорожного строительства и благоустройства администрации Томска Алексей Сафронов заявил, что направление будет сохранено, однако это решение не было реализовано.
Новые трамваи
В 2024 году на линию вышли новые трамваи по 1 маршруту.

## Маршрутная сеть
| Действующие | |                                        |
| №           | Маршрут | Примечание                             |
| 1           | Черемошники — улица Большая Подгорная — улица Розы Люксембург — улица Советская — проспект Кирова — проспект Комсомольский — улица Лебедева — Восточная Станция (улица Елизаровых)                         | Самый длинный маршрут трамвая.         |
| 2           | Южная площадь — проспект Кирова (улица Елизаровых)— улица Советская — площадь Батенькова |                                        |
| 3           | Площадь Батенькова — улица Лебедева — Восточная Станция (улица Елизаровых) | Самый короткий маршрут трамвая.        |
| 4           | Южная площадь — проспект Кирова (улица Елизаровых) — проспект Комсомольский — улица Лебедева — Восточная Станция (улица Елизаровых)                                                                        |                                        |
| 5           | Площадь Батенькова — улица Лебедева — проспект Комсомольский — Проспект Кирова (улица Елизаровых) — Южная площадь                                                                                          | Расконсервирован и изменён с 2020 года |
| Закрытые    | |                                        |
| №           | Маршрут | Примечание                             |
| 2а          | Южная площадь — проспект Кирова (улица Елизаровых) — проспект Комсомольский — улица Лебедева — площадь Батенькова — улица Советская — проспект Кирова — проспект Кирова (улица Елизаровых) — Южная площадь | Объединён с маршрутом 2 с 2020 года    |

## Подвижной состав

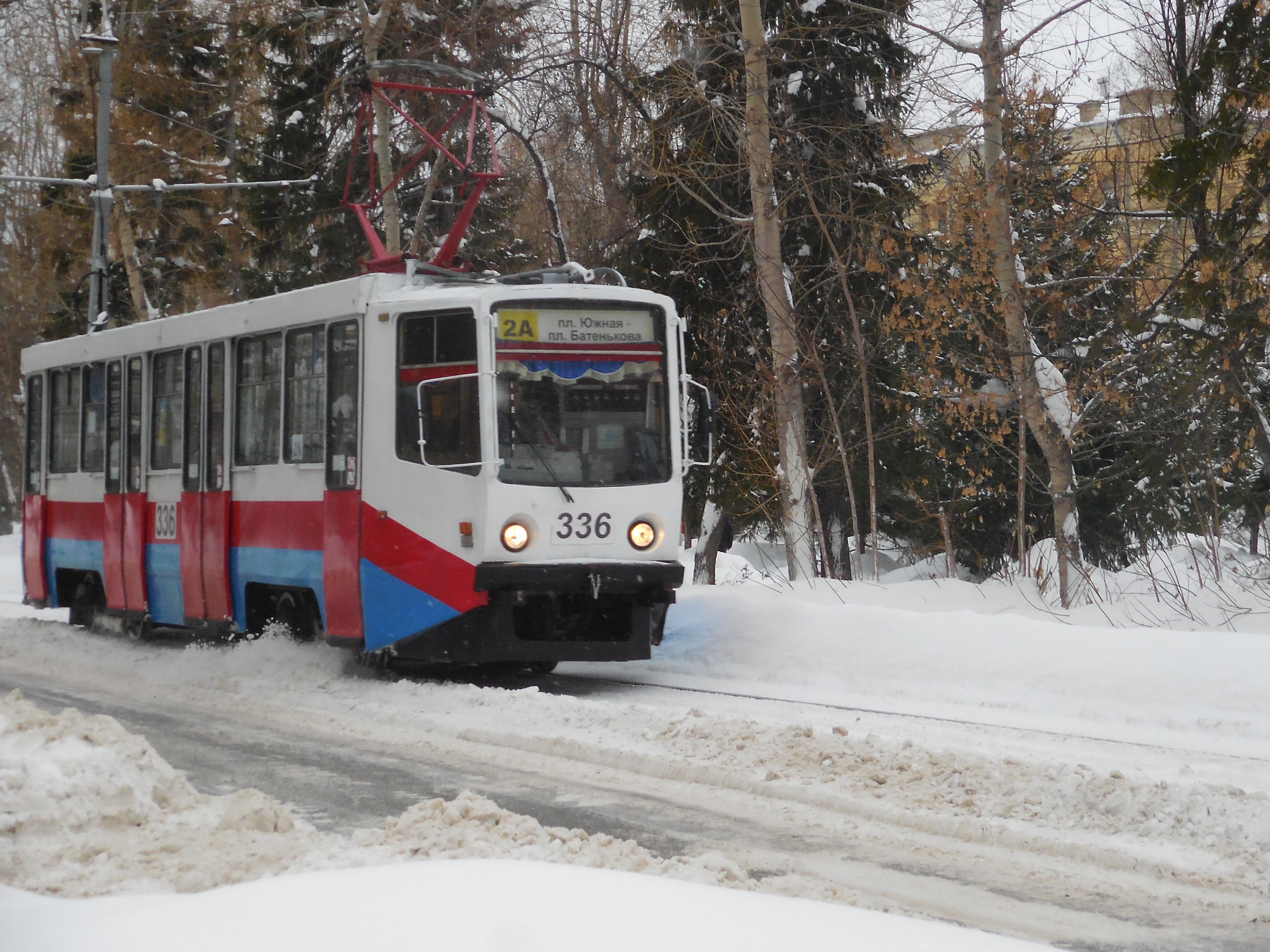
Трамвай 71-608КМ, безвозмездно переданный Москвой, на проспекте Кирова.

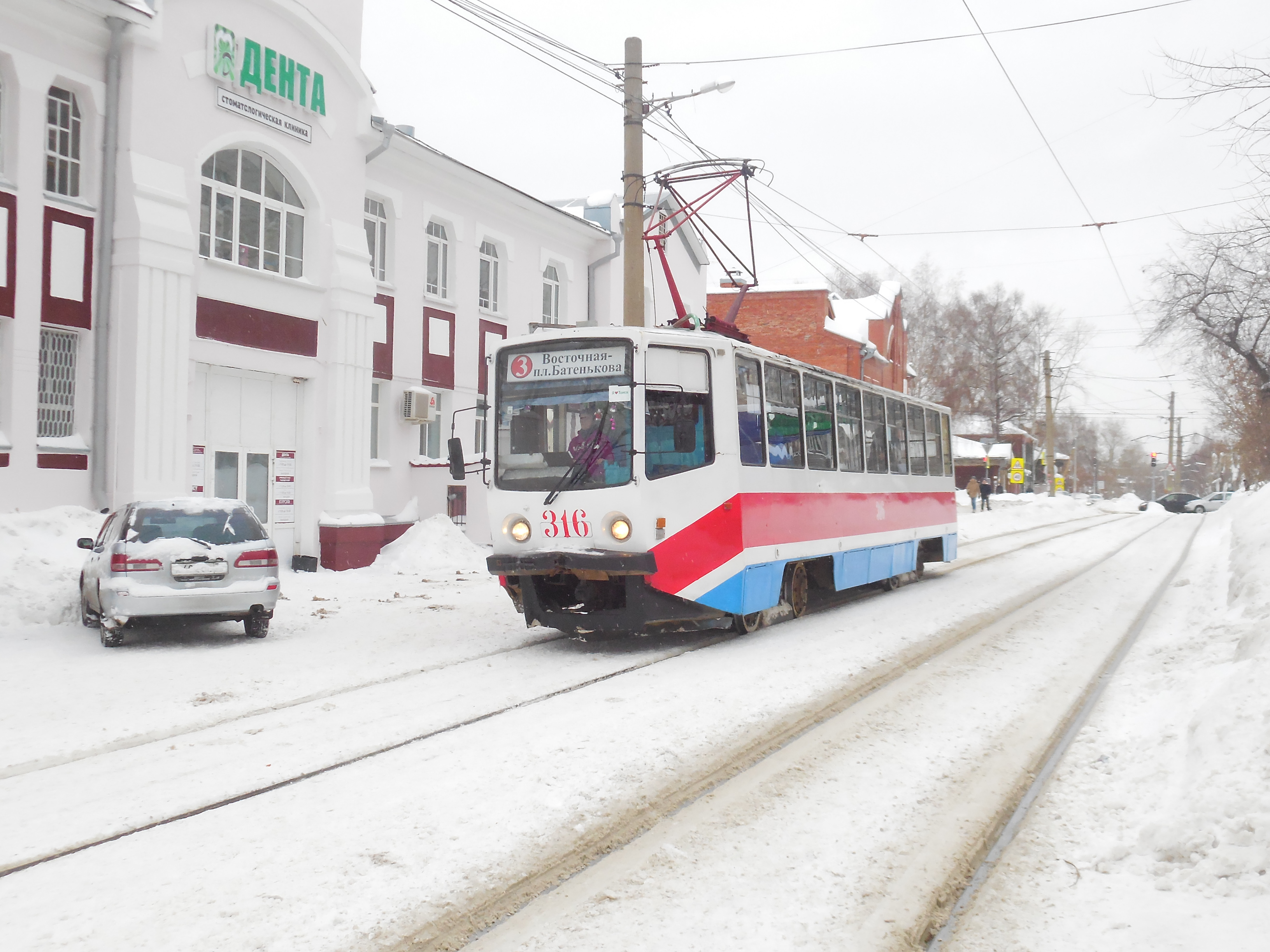
Трамвай 71-608КМ в переулке Плеханова.

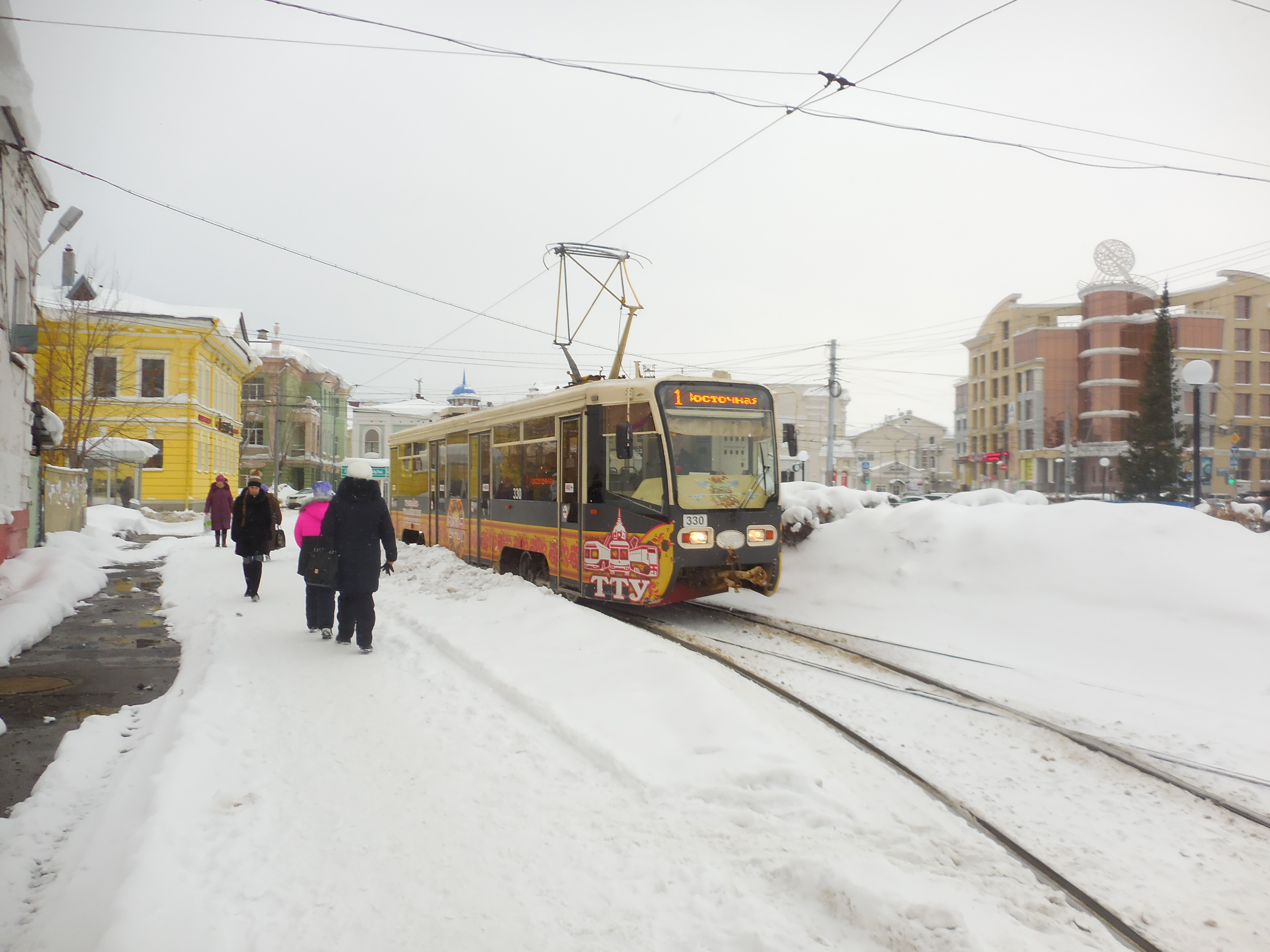
Трамвай 71-619 на площади Батенькова.

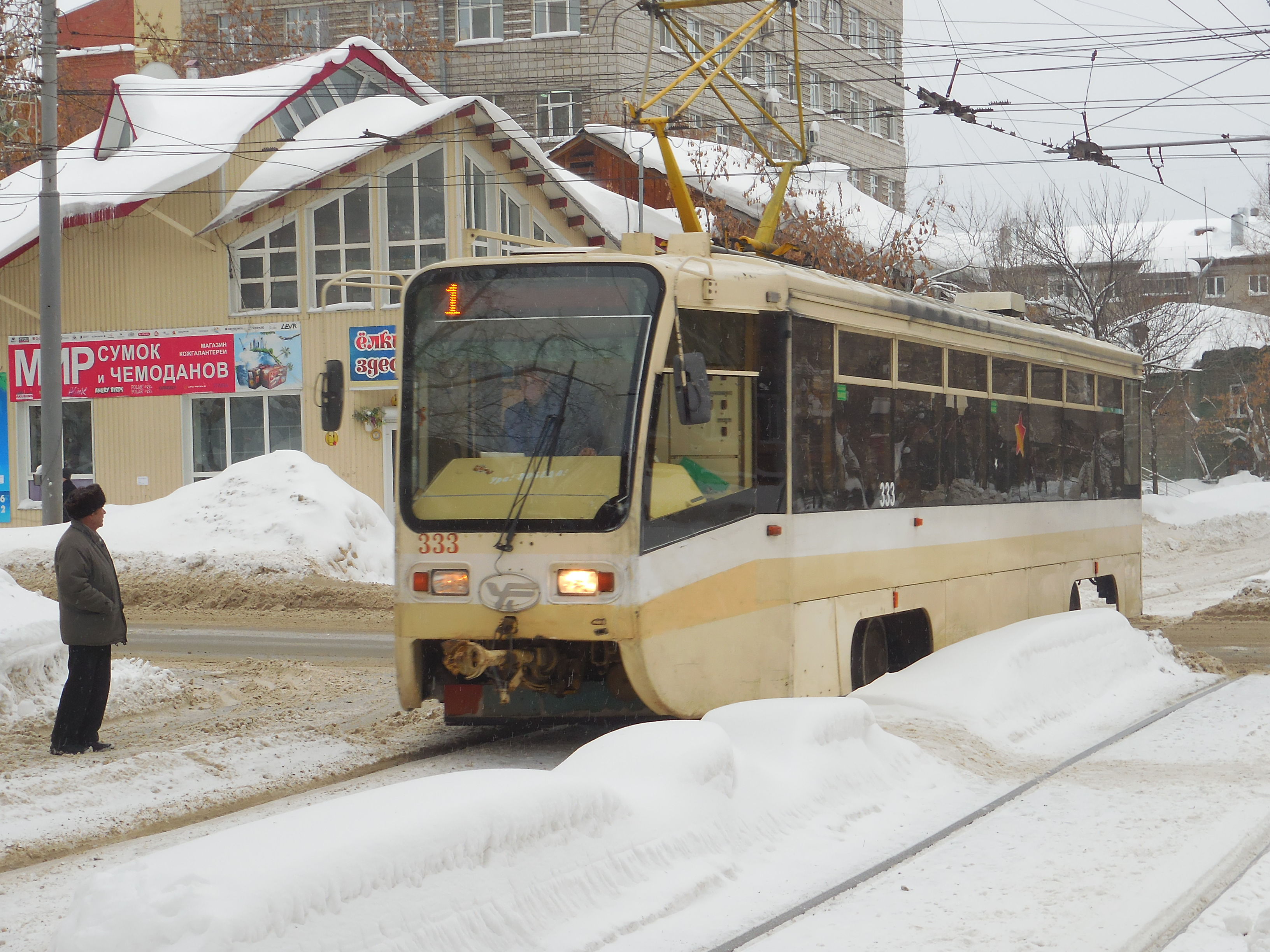
Трамвай 71-619КТ на проспекте Кирова.

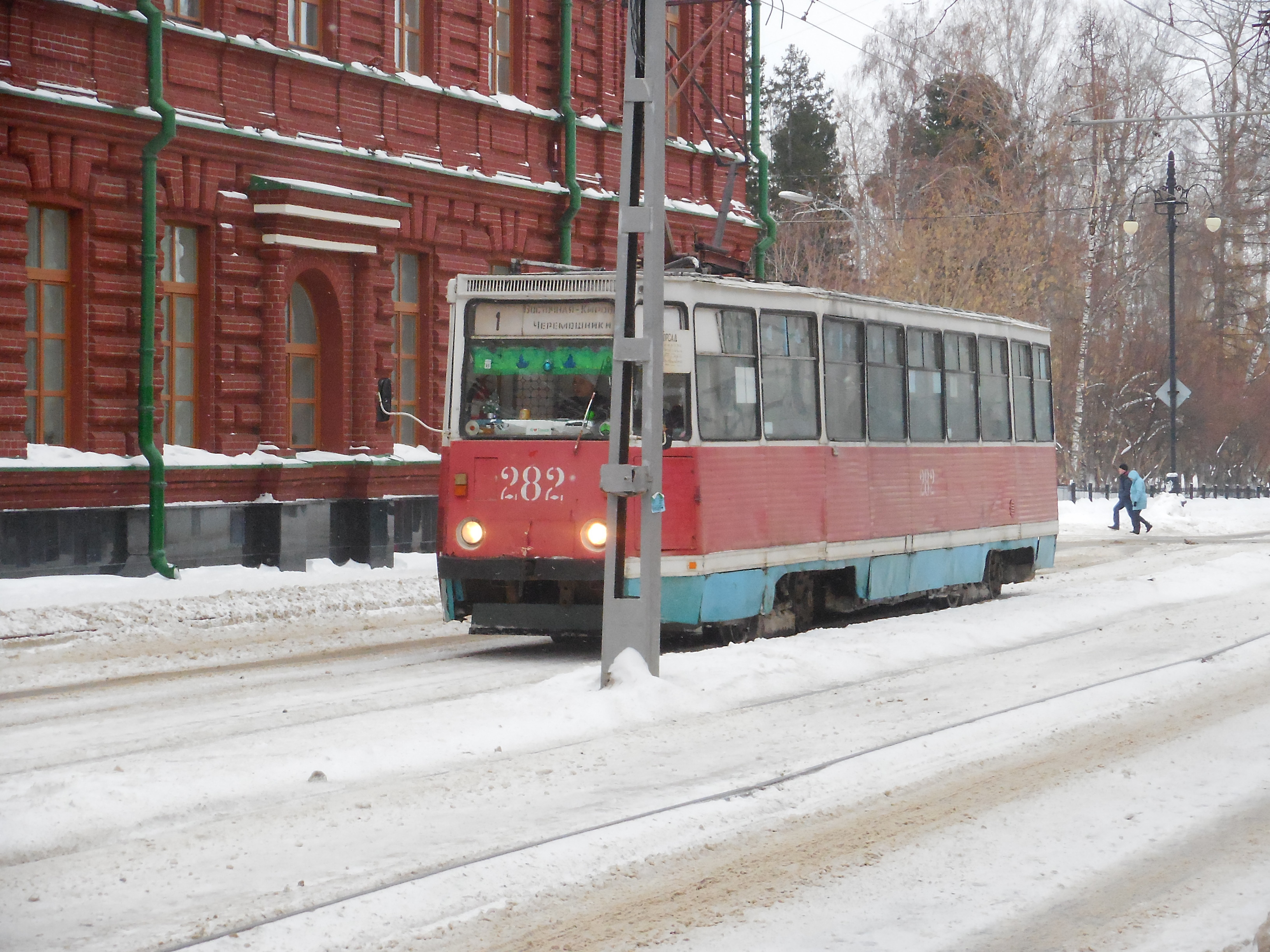
Трамвай 71-605 на улице Советской.

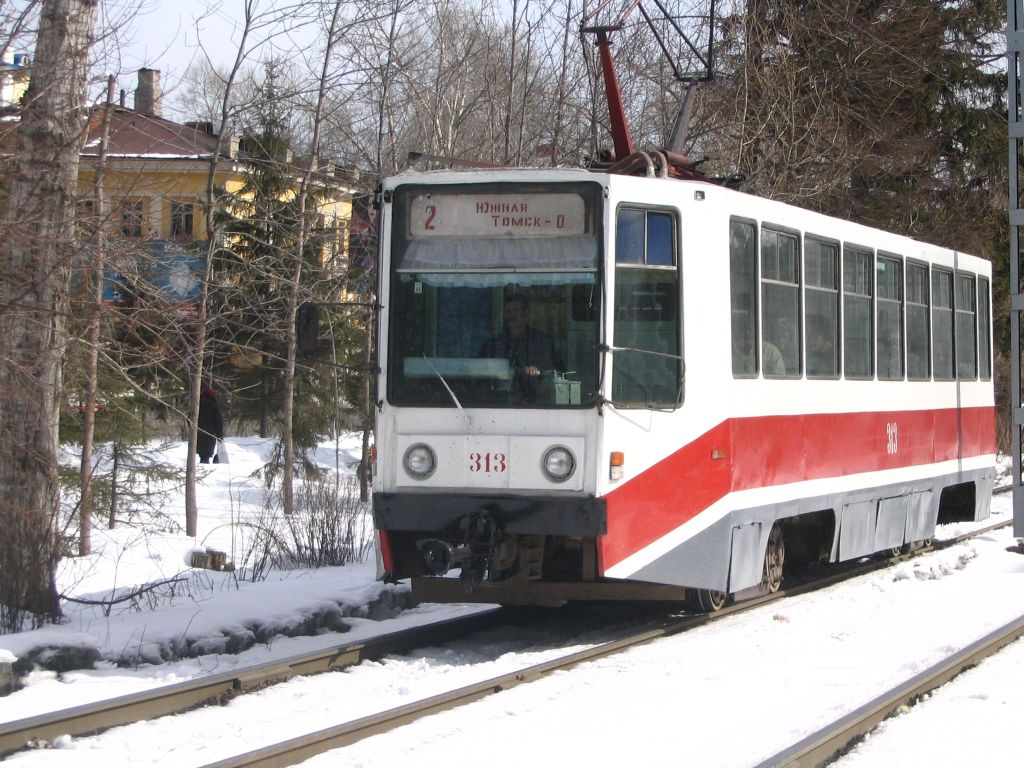
Вагон 71-608К на проспекте Кирова

По данным сайта ТТУ на 2018 год, эксплуатируются 50 пассажирских вагонов производства Усть-Катавского вагоностроительного завода:
- 71-605 — 26 единиц;
- 71-608К — 3 единицы:
- 71-608КМ — 7 единиц;
- 71-619КТ — 14 единиц[14].

В январе 2020 года вышли на линию 9 единиц 71-619А. Спустя полгода вышла на линию еще одна единица 71-619А. 
С июня 2024 года также используются 5 единиц модели 71-628
Кроме этого в депо имеются 5 служебных вагонов (три снегоочистителя, один сетеизмеритель и один рельсотранспортер) и один вагон-памятник.

#### Пополнения трамвайного парка в XXI веке
18 января 2007 года в Томск прибыли и вскоре были запущены в эксплуатацию два трамвая 71-619КТ. Это первое обновление трамвайного парка с 1998 года. 
В мае 2007 года парк пополнился ещё двумя вагонами 71-619КТ. 
В декабре 2008 года на линию вышли ещё 10 новых вагонов 71-619КТ по программе «Возрождение муниципального транспорта».
В октябре 2016 года в Томск прибыли 5 подержанных вагонов 71-608КМ из Москвы.
В декабре 2019 года столичные власти отдали 10 трамваев модели 71-619А. 
В апреле — мае 2024 года доставлены 5 новых трамвая модели 71-628.

### Системы многих единиц (поезда)
В 1980-е и 1990-е годы все вагоны в Томске были сцеплены в двухвагонные поезда, одиночных трамваев практически не было. Но в конце 1990-х годов, в связи с ухудшением экономического состояния в стране, и в ТТУ в частности, а также из-за падения пассажиропотока на фоне автомобилизации и роста объемов перевозок коммерческими автобусами, все сцепки были окончательно ликвидированы. Последними на линии оставались СМЕ из вагонов с бортовыми номерами 232+233 (2-й маршрут), 298+299 (4-й маршрут) и 300+301 (1-й маршрут), которые были расцеплены летом 2000 года. Чаще всего отцепленные вторые вагоны разбирались на запчасти для остававшихся на ходу «голов» систем, однако были и исключения: списывались как и оба вагона систем, так и первый вагон, тогда как второй оставался на линии. Бывали случаи, когда оба вагона оставались на ходу. В СМЕ сцеплялись только вагоны модели 71-605, но и в качестве эксперимента сцепляли модель 71-619КТ (330+331).

## Томский трамвай в культуре
- О томском трамвае написано стихотворение Михаила Андреева, которое было положено в основу песни группы «Любэ» «Трамвай пятёрочка» (в оригинале — «трамвай однёрочка» и «Черемошники», а не «Черёмушки»)[40].

## Крупные аварии
- 1995 год: Вагон № 277, двигавшийся по маршруту № 2, врезался в сцепку из вагонов № 226 и 227 на остановке «Дом учёных». Причиной аварии стал отказ тормозной системы между остановками «Красноармейская улица» и «Политехнический университет». Предположительно, села аккумуляторная батарея, из-за этого не сработало экстренное торможение, даже когда вагоновожатая опустила пантограф[41][нет в источнике].
- 1989,[источник не указан 1984 дня] 2002[42], 2003[43], 2007[44], 2010,[источник не указан 1984 дня] 2012[45], 2022[46] и 2024[47][48] годы — пожары.

## Перспективы
До полного обновления трамвайного парка и ремонта всех путей говорить о развитии трамвая в Томске рано. Однако существует несколько вариантов развития сети, которые в той или иной степени могут быть реализованы:

### Согласно генеральному плану развития города Томска
- Строительство линии вдоль Комсомольского проспекта от улицы Лебедева до улицы Пушкина.
- Строительство линии по Светлому переулку от Большой Подгорной улицы до Каштака и соединение с линией на Томск II, возведение второго депо на этом участке.

Данные предложения вызывали много споров, в частности, сомнению подвергались пассажиропотоки (трассы линий не предполагали улучшения обслуживания густонаселенных районов), и возможность преодоления трамваями крутого подъёма по Светлому переулку. Выигрыша во времени при проезде к центру города эти линии также не могли бы обеспечить.
С вводом в строй Пушкинской транспортной развязки оба перспективных направления потеряли смысл, так как была ликвидирована линия на Томск II, на которой они были завязаны. В качестве вариантов остается только продление линии от Большой Подгорной улицы по Светлому или Урожайному переулку на Каштачную гору, для улучшения транспортного обслуживания микрорайона Радужный.

### Прочие проекты
Помимо генплана, в администрации города и на форумах периодически обсуждаются варианты, не связанные с генпланом:
- Строительство линии вдоль улицы Ивана Черных к Областной клинической больнице с присоединением к общей сети в районе Томска II или Опытного поля;
- Строительство линии на Каштак напрямую из центра, минуя Черемошники;
- Строительство линии в районы Зеленые Горки и Супервосток
- Строительство скоростного трамвая в Северск в рамках развития агломерации так называемого Большого Томска.

22 ноября 2011 года власти Томска и Северска подписали контракт с «РОЭЛ Групп» о начале строительства линии скоростного трамвая из Томска в Северск. Как ожидалось, строительство планировали завершить в 2016 году, но по факту ничего не было сделано.

### Возможные проекты
Возвращение линий на улицы Нахимова, Дальне-Ключевскую, Пушкина, Железнодорожную, южный участок улицы Советской, равно как и прокладка  линий вдоль Иркутского тракта, в микрорайон Зеленые горки, в Южные ворота, в левобережье, возможно при наступлении благоприятных обстоятельств в отдаленном будущем, с обязательным условием изменения транспортной политики в сторону рельсового транспорта.